# Ле Гро Кларк, Уилфрид
Уилфрид Ле Гро Кларк (англ. Wilfrid Le Gros Clark; 5 июня 1895 — 28 июня 1971) — английский хирург и анатом.
Член Лондонского королевского общества (1935), иностранный член Национальной академии наук США (1963).

## Биография
Служил военным врачом во время Первой мировой войны, в составе Королевского армейского медицинского корпуса во Франции в начале 1918 года. Заболел дифтерией и был возвращён в Англию.
Занимался у него в Оксфорде Шервуд Уошберн.